# Манастир Ждребаоник
Манастир Ждребаоник је женски манастир налази се у Секулићима, надомак Даниловграда и 17 km од манастира Острог. Храм из 1818. године посвећен Светом Архангелу Михаилу, изграђен је на темељима старијег немањићког храма, метоха Манастира Мораче. Раније се називао Јеленак.
Старешина манастира је игуманија Јустина (Таушан), са сестринством на челу од 20. јула 1991. године.

## Историја
Манастир Ждребаоник налази се на лијевој обали ријеке Зете, у питомој Бјелопавлићкој равници на домаку Даниловграда. Налазио се на живописном узвишењу, окружен старинским гробљем и бедемом.
Подигнут је изгледа између 1252-1255. године од стране Стефана Вукановог Немањића. Током постојања је више пута претрпео рушења и пустошења. Новијег датума - 1818. године, је зид који су подигли Бјелопавлићи. А модерни звоник је око 1930. године изградио настојатељ манастира протопрезвитер ставрофор Срдан Поповић.
Писаних докумената о његовом настанку нема, нити су вршена детаљнија археолошка испитивања. Истраживања која су вршена од стране Завода за заштиту споменика културе Црне Горе указују на постојање старијег и знатно већег црквеног објекта, и да је садашњи подигнут на темељима храма с краја 16. или почетка 17. вијека, од кога су сачувани зидови у висини од 50 см.
Игуман и управитељ манастира био је око 1835. године Исаија Бајковић из Цуца.
Обнављан је и 1885. године. О његовој градњи постоје многа народна предања која се преносе са кољена на кољено и сва су везана за име славних Немањића. Неки савремени историчари тврде да не постоје писани извори који та предања могу потврдити, па стога сматрају да у то не треба много вјеровати. Њихова сумња не би имала основе да поратни „просвјетитељи“ нијесу спалили богату библиотеку манастира Мораче. Руски научник Коваљевски тврди у својим списима да је у Морачи 1841. године у својим рукама држао повељу у којој је писало да је Ждребаонички храм грађен као метох манастира Мораче у исто вријеме кад и Морача, и да им је ктитор Стефан Вукановић. То је засигурно знао и прота Срдан Поповић кад је изнад улазних врата храма поставио камену плочу која и данас стоји, а на којој пише:
То је женски манастир у коме се од 1920. године чувају мошти другог архиепископа српског Арсенија Сремца, наследника Светог Саве, као и део моштију Свете Преподобномученице Февроније.
Свете мошти су биле склоњене из манастира Довоље и годинама и чуване у Кучима, у кући поп Спаха Поповића. Велики војвода црногорски Мирко наредио је 1856. године да се мошти дају Бјелопавлићима и пренесу у манастир Ждребаоник. Ту су остале до 1884. године када по налогу кнеза Николе однете у манастир Косијерово. Тек након Првог светског рата враћене су у Ждребаоник.
Почевши од 1878. године, манастир је припадао новоствореној Захумско-рашкој епархији у чијем саставу је остао све до 1931. године, када је ова епархија укинута и прикључена Митрополији црногорско-приморској. Манастир је 1933. године имао 30 хектара плодне земље. На челу манастира налазио се стари прота Срдан Поповић, којем је помагао јеромонах Павле Павићевић.